# Dianthus monspessulanus
Dianthus monspessulanus là một loài thực vật thuộc chi Cẩm chướng. Loài này cao 30–60 cm. Thân cây là màu xanh lá cây, đứng thẳng, thân cây nhẵn và phân nhánh trên đầu trang, lá đối, đơn, tuyến tính và không cuống. Loài này mọc ở Albania, Nam Tư cũ, Ý, Pháp, Thụy Sĩ, Áo, Tây Ban Nha và Bồ Đào Nha.